# Javier Castro-Villacañas
Francisco Javier Castro-Villacañas Pérez (Madrid, 2 de diciembre de 1964-6 de enero de 2023) fue un periodista, abogado, profesor y escritor español. Se desenvolvió en la literatura, la prensa escrita y la radio, enfocando su trabajo principalmente en el análisis político, particularmente de la Transición y de la Monarquía española.

## Biografía
Nació en Madrid el 2 de diciembre de 1964, víspera de la fiesta de San Francisco Javier, hijo del abogado y periodista falangista Antonio Castro Villacañas y María Socorro Pérez Alcorta. Por lado materno era nieto del coronel republicano José Pérez Martínez.
Estudió derecho en la Universidad Complutense de Madrid. Fue asesor jurídico de la Universidad Complutense de Madrid y de Canal+, y dictó clases de derecho constitucional en la Universidad Camilo José Cela. Fue fundador de la revista universitaria Generación XXI. Desde el año 2002 al 2004 fue director de los servicios informativos de Radio Inter.
Aquejado por un cáncer, falleció en Madrid en la Epifanía de 2023.

## Obras
- José María Gil Robles (Ediciones B, 2004). Junto a Miguel A. Ardid.
- El fracaso de la Monarquía (Planeta, 2013).
- Miguel Blesa, el lobo de Caja Madrid (Esfera, 2014). Junto a Luis Suárez.
- El expolio a las clases medias (Stella Maris, 2015). Junto a Luis Suárez.